# شركة سلامة للتأمين التعاوني
شركة سلامة للتأمين التعاوني (قديما: شركة أياك السعودية للتأمين التعاوني) هي شركة سعودية مُساهمة، تأسست في 9 أكتوبر 2006، برأس مال يبلغ مئة مليون ريال سعودي، تقدم الشركة على نطاقٍ واسعٍ مُنتجات التأمين بما في ذلك تأمين الحريق، والمُمتلكات، والسيارات، وتأمين السفن، والتأمين الهندسي، بالإضافة إلى التأمين الصحي.